# Milorad Pavić (író)
Milorad Pavić (Belgrád, 1929. október 15. – Belgrád, 2009. november 30.) szerb regényíró, költő, novellaíró és irodalomtörténész. 1929-ben Belgrádban született, élete során számos verset, novellát és regényt publikált, melyek közül a leghíresebb a Kazár szótár (1984) volt. Megjelenésekor „a 21. század első regényeként” emlegették. Pavić műveit több mint harminc nyelvre fordították le. Rendkívül népszerű volt Európában és Dél-Amerikában, és „a 21. század elejének egyik legérdekesebb írójának” tartották. Számos díjat nyert Szerbiában és a volt Jugoszláviában, és többször emlegették az irodalmi Nobel-díj lehetséges jelöltjeként. 2009-ben halt meg Belgrádban.

## Életrajza
Milorad Pavić Belgrádban, a Jugoszláv Királyságban született 1929. október 15-én egy előkelő értelmiségi és írói családban[1], „amely a 18. század óta hat generáció óta neves írókat nevelt”. A Belgrádi Egyetemen szerzett irodalomból Bachelor of Arts fokozatot, majd a Zágrábi Egyetemen szerzett PhD fokozatot irodalomtörténetből.
Pavić az 1969-ben, illetve 1971-ben megjelent két verseskötetével, a Palimpsesti (Палимпсести) és a Mesečev kamen (Месечев камен) lépett az irodalmi színtérre. Verseit hamarosan lefordították angolra, és bekerült a Contemporary Jugoslav Poems című antológiába. Nem sokkal ezután Pavić a prózaírásnak szentelte magát, és több novellagyűjtemény is megjelent. Pavić első és leghíresebb regénye, a Kazár szótár (Хазарски речник, Hazarski rečnik) 1984-ben jelent meg. Megjelenésekor széles körű kritikai elismerést kapott, és „a 21. század első regényeként” méltatták. A költői szótárként írt könyvet "a kazárok félig képzeletbeli törzsének kvázi történelmi beszámolójaként" írták le.
Pavić második regénye a Предео сликан чајем (Teával festett táj) címet viselte, és 1988-ban jelent meg. Keresztrejtvényként megszerkesztve egy megbukott belgrádi építészt követ, amint Görögországba utazik, hogy nyomon kövesse apja sorsát, aki a második világháború idején tűnt el ott. Pavić még sok regényt írt, köztük Унутрашња страна ветра или роман о Хери и Леандру (A szél belső oldala, vagy A hős és Leander regénye) és a Последња љубав у Цариграду. Приручник за гатање (Utolsó szerelem Konstantinápolyban: Jóslási kézikönyv). A "nagyon fantáziadúsnak" nevezett Pavićról azt mondják, hogy "mindent megtett azért, hogy megzavarja a fikcióírás hagyományos modelljeit, például a történet fejlődését, valamint a kezdet és a vég fogalmát." Úgy írták le, mint "az egyik legérdekesebb író a 21. század elején". Ennek eredményeként többször is szóba került, mint az irodalmi Nobel-díj lehetséges jelöltje.
Az írás mellett Pavić filozófiát tanított az Újvidéki Egyetemen, mielőtt a Belgrádi Egyetemre ment volna. 1991-ben a Szerb Tudományos és Művészeti Akadémia tagja lett. Ez idő alatt számos orosz szépirodalmi művet fordított le szerb nyelvre. 1993-ban jelentette meg első és egyetlen darabját, Заувек и дан више, позоришни јеловник címmel.
Pavić 2009. november 30-án, 80 éves korában halt meg Belgrádban. Halálát szívroham okozta. Felesége, Jasmina Mihajlović, fia, Ivan és lánya, Jelena gyászolták. Pavićot a belgrádi Novo Groblje temetőkomplexum "Nagyok sikátorában" temették el.

## Művei
Pavić eredetileg szerbül írt műveit több mint harminc nyelvre fordították le. Rendkívül fantáziadús szépirodalmáról volt híres, regényei pedig a nyitott végű szerkezet, valamint a mitikus és történelmi összefonódás révén eltértek a hagyományos irodalmi elképzelésektől.

### A kazárok szótára
A Kazár szótár Pavić első regénye volt, és nemzetközi sikert aratott. 1984-ben íródott, lexikon formátumú regény, amely a kazárok történetét követi nyomon – a Kaukázustól északra, valamint a Kaszpi-tengertől nyugatra és északra elfoglalt népek történetét a 6. és 11. század között. A könyvben a kazárok nagy kánjának egy álma van, amelyet szinte lehetetlen megmagyarázni. Hogy megvilágítsa a dolgot, megidézi a világ három nagy vallásának képviselőit: egy keresztényt, egy zsidót és egy muszlimot. Megkéri őket, hogy magyarázzák el az álmot, megígérve, hogy az egész kazár törzs áttér arra a vallásra, amely a legmeggyőzőbb magyarázatot adja. Három szótárban – egy keresztény, egy zsidó és egy muzulmán – a történet három különböző változatát mutatják be, és ezekből a beszámolókból kell az olvasónak megkísérelnie összefüggő regényt alkotni.

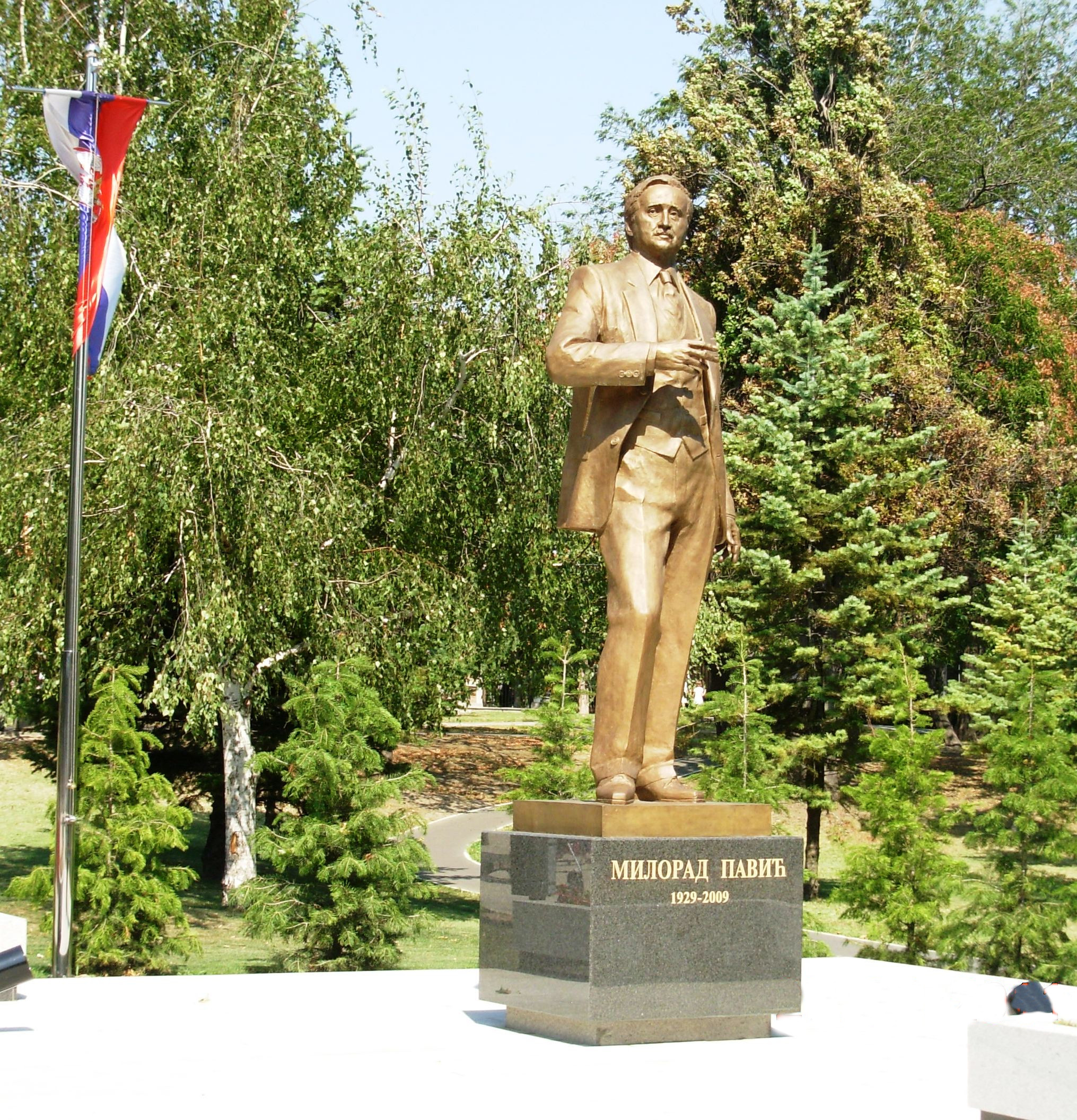
Milorad Pavić emlékműve Belgrádban, a Tašmajdan parkban.

### Magyarul
- A tüsszögő ikon (Srpske priče és Atlas vetrova) – Forum / Jelenkor, Újvidék / Pécs, 1993 · ISBN 9637770143 · fordította: Bojtár B. Endre, Gállos Orsolya
- Kazár szótár (Хазарски речник / Hazarski rečnik) – Cartaphilus, Budapest, 2006 · ISBN 9637448306 · fordította: Brasnyó István
  - Helikon, Budapest, 2022 · ISBN 9789634799252

### Honlapok
- „Preminuo Milorad Pavić”, B92 , 2009. november 30. (szerb nyelvű)
- „Sahranjen Milorad Pavić”, B92 , 2009. december 3. (szerb nyelvű)
- „Milorad Pavic, Unorthodox Novelist, Dies at 80”, The New York Times , 2009. december 16.

## Fordítás
- Ez a szócikk részben vagy egészben  a   Milorad Pavić című angol Wikipédia-szócikk fordításán alapul.  Az eredeti cikk szerkesztőit annak laptörténete sorolja fel. Ez a jelzés csupán a megfogalmazás eredetét és a szerzői jogokat jelzi, nem szolgál a cikkben szereplő információk forrásmegjelöléseként.